# Ахштырь
Ахшты́рь — село в Адлерском районе города-курорта Сочи в Краснодарского края. Входит в состав Нижнешиловского сельского округа.

## География
Селение расположено на левом берегу реки Мзымта, в его среднем течении. Сообщение с остальными районами Сочи осуществляется по грунтовой дороге, идущей вниз по течению Мзымты до села Черешня. А также через пешеходный мост на Краснополянское шоссе к селу Казачий Брод.

## История
До подчинения российским властям это место было известно как урочище Ахштырх. Новое поселение было основано в 1869 году 20 семьями выходцев из Каменец-Подольской губернии. Вскоре они переехали в Адлер. Существовала православная церковь, находящаяся ныне в развалинах.
В советское время в селе существовала птицефабрика, обширные чайные, табачные, конопляные плантации, животноводческий и пилорамный заводы. Были свой сельсовет, клуб, магазин. В 1950-х на базе сёл Ахштырь и Дзыхра организовали колхоз Кирова.

## Население
| 2002 | 2010 |
| ---- | ---- |
| 161  | ↗168 |

## Улицы
В селе одна улица — Кропоткинская.

## Достопримечательности
- Свято-Михайловская церковь.
- Ахштырская пещера со стоянкой древних веков.